# AN/ARC-34
Lo AN/ARC-34, noto anche con la siglatura militare RT–263/ARC-34, è un sistema di comunicazioni radiotelefoniche in UHF di tipo bordo-terra-bordo, che fu usato su molti velivoli militari statunitensi come ad esempio: A-37, B-52, B-57, F-5, F-86, F-100, F-101, F-102, F-104, C-130, C-135, C-137, C-140, CH-3, H-43, H-53, T-38, T-39 e U-2.

## Descrizione del sistema
Fabbricato nella prima metà degli anni cinquanta del Novecento, lo ARC-34 è una radio militare in AM per le UHF che è in grado di operare fra 225,0 e 399,9 MHz su 1750 canali spaziati di 100 kHz con una potenza di trasmissione di circa 8—15 watt (la effettiva potenza in antenna è in funzione della frequenza operativa). L'alimentazione dei primi esemplari avveniva tramite un dynamotor tipo DY103 a 27,5 V, mentre negli esemplari successivi o in alternativa tramite un alimentatore statico a vibrazione tipo PP-1990 sempre a 27,5 V in corrente continua fornita dal velivolo. All'unità principale, che era sistemata nella fusoliera, si accedeva dalla cabina di pilotaggio tramite un pannello di controllo (remote control) tipo C-1057/ARC-34 più un indicatore di frequenza siglato ID-572 collegati entrambi ad AN/ARC-34 tramite una apposita coppia di cavi intestati tramite bocchettoni. Monta valvole in miniatura mentre il ricevitore è un circuito a doppia supereterodina con frequenze intermedie fisse. L'apparato monta 15 cristalli di quarzo termostatati .
 AN/ARC-34 incorpora anche un distinto ricevitore di guardia per la frequenza di soccorso internazionale di 243 Mhz, mentre contemporaneamente può monitorare il canale attivo di lavoro. L'unità non è pressurizzata ma ne esiste una versione, designata AN/ARC-133, che può operare a quote fino a 50 000 piedi. La radio fu progettata dalla RCA, ma alcuni modelli furono costruiti dalla Magnavox.